# Corredor humanitário
Um corredor humanitário é um tipo de zona desmilitarizada temporária destinada a permitir a passagem segura de ajuda humanitária e / ou refugiados fora de uma região em crise. Tal corredor também pode ser associado a uma zona de exclusão aérea ou zona de exclusão de movimentação.  Na prática os "corredores humanitários" também têm sido sugeridos como um meio de fornecer armas a uma força sitiada. 
Vários tipos de "corredores humanitários" têm sido propostos na era pós-Guerra Fria, apresentados tanto por uma ou mais das partes em conflito, ou pela comunidade internacional, no caso de uma intervenção humanitária.
As Nações Unidas consideram os corredores humanitários uma das várias formas possíveis de uma pausa temporária em um conflito armado. São zonas desmilitarizadas, em uma área específica e por um tempo específico – e todos os lados de um conflito armado concordam com elas. Os corredores são necessários quando a  população está sem suprimentos básicos de alimentos, eletricidade e água.